# Parastrophius
Parastrophius är ett släkte av spindlar. Parastrophius ingår i familjen krabbspindlar.
Kladogram enligt Catalogue of Life:
| Parastrophius | \| \| Parastrophius echinosoma \| \| \| \| \| \| Parastrophius vishwai \| \| \| \| |
|               | \| \| Parastrophius echinosoma \| \| \| \| \| \| Parastrophius vishwai \| \| \| \| |
|               | Parastrophius echinosoma                                                           |
|               |                                                                                    |
|               | Parastrophius vishwai                                                              |
|               |                                                                                    |